# Montreuil-sur-Maine
Montreuil-sur-Maine és un municipi francès situat al departament de Maine i Loira i a la regió de País del Loira. L'any 2007 tenia 704 habitants.

## Demografia

### Població
El 2007 la població de fet de Montreuil-sur-Maine era de 704 persones. Hi havia 256 famílies de les quals 52 eren unipersonals (36 homes vivint sols i 16 dones vivint soles), 72 parelles sense fills, 116 parelles amb fills i 16 famílies monoparentals amb fills.
La població ha evolucionat segons el següent gràfic:
Habitants censats

### Habitatges
El 2007 hi havia 291 habitatges, 256 eren l'habitatge principal de la família, 26 eren segones residències i 9 estaven desocupats. 285 eren cases i 5 eren apartaments. Dels 256 habitatges principals, 182 estaven ocupats pels seus propietaris, 71 estaven llogats i ocupats pels llogaters i 3 estaven cedits a títol gratuït; 3 tenien una cambra, 14 en tenien dues, 44 en tenien tres, 64 en tenien quatre i 131 en tenien cinc o més. 201 habitatges disposaven pel capbaix d'una plaça de pàrquing. A 93 habitatges hi havia un automòbil i a 152 n'hi havia dos o més.

### Piràmide de població
La piràmide de població per edats i sexe el 2009 era:
| Homes | Edats   | Dones |
| ----- | ------- | ----- |
| 0     | 95 o +  | 0     |
| 0     | 90 a 94 | 0     |
| 0     | 85 a 89 | 4     |
| 0     | 80 a 84 | 4     |
| 12    | 75 a 79 | 4     |
| 8     | 70 a 74 | 24    |
| 4     | 65 a 69 | 8     |
| 12    | 60 a 64 | 12    |
| 0     | 55 a 59 | 4     |
| 24    | 50 a 54 | 12    |
| 36    | 45 a 49 | 24    |
| 28    | 40 a 44 | 24    |
| 16    | 35 a 39 | 20    |
| 24    | 30 a 34 | 16    |
| 20    | 25 a 29 | 24    |
| 16    | 20 a 24 | 0     |
| 36    | 15 a 19 | 40    |
| 36    | 10 a 14 | 24    |
| 16    | 5 a 9   | 8     |
| 16    | 0 a 4   | 24    |

## Economia
El 2007 la població en edat de treballar era de 455 persones, 355 eren actives i 100 eren inactives. De les 355 persones actives 337 estaven ocupades (188 homes i 149 dones) i 18 estaven aturades (7 homes i 11 dones). De les 100 persones inactives 37 estaven jubilades, 37 estaven estudiant i 26 estaven classificades com a «altres inactius».

### Ingressos
El 2009 a Montreuil-sur-Maine hi havia 250 unitats fiscals que integraven 699,5 persones, la mediana anual d'ingressos fiscals per persona era de 16.675 €.

### Activitats econòmiques
Dels 14 establiments que hi havia el 2007, 2 eren d'empreses de fabricació de material elèctric, 2 d'empreses de fabricació d'altres productes industrials, 1 d'una empresa de construcció, 2 d'empreses de comerç i reparació d'automòbils, 1 d'una empresa de transport, 1 d'una empresa d'hostatgeria i restauració, 1 d'una empresa immobiliària i 4 d'empreses de serveis.
L'únic servei als particulars que hi havia el 2009 era un guixaire pintor.
L'únic establiment comercial que hi havia el 2009 era una botiga de menys de 120 m².
L'any 2000 a Montreuil-sur-Maine hi havia 29 explotacions agrícoles que ocupaven un total de 1.056 hectàrees.

## Equipaments sanitaris i escolars
El 2009 hi havia una escola elemental.

## Poblacions més properes
El següent diagrama mostra les poblacions més properes.